# 柏市立柏第一小学校
柏市立柏第一小学校（かしわしりつかしわだいいちしょうがっこう）は、千葉県柏市あけぼの一丁目にある市立小学校。愛称は「一小」（いっしょう）。

## 概要
柏市の中心地市街地に位置する。柏駅からもほど近い。
千葉県東葛地区の交通要衝かつ、東京のベッドタウンとして発展した柏市の人口増加に伴い、昭和20年代後半にはすでに児童数が2000人を超えており、昭和30年には最大の2200人まで増加したため、昭和31年に柏市立柏第四小学校・柏市立柏第五小学校を相次いで分離したほか、昭和45年に柏市立柏第七小学校、昭和48年に柏市立旭小学校を分離している。
平成10年代まで児童数は増加傾向にあり、2006年（平成18年）から2009年（平成21年）にかけて児童数は1000人を超えていたが、学区外就学・区域外就学の原則禁止、通学区域の変更などによりその後は児童数が減少傾向にある。
2017年（平成29年）度の児童数は655人。
2023年(令和5年）、本校および旭東小学校を廃校とし、かわりに柏中学校内に、小中一貫校として義務教育学校を設置する計画が公表される（令和10年開校予定）。

## 沿革
1872年（明治5年）の学制発布を受けて創立された1874年（明治7年）開校の「柏小学校」が現在の柏第一小学校の前身である。
その後、行政区域の変更とともに幾度かの名称変更、合併を経て、1908年（明治41年）に「千代田尋常小学校」が現在地に創立されたことをもって、現在の柏第一小学校の創立とされている。現名称となったのは、柏市が誕生した1954年（昭和29年）11月である。
以下の沿革は特記なき限り柏市立柏第一小学校「百周年記念誌」を参考に作成。

### 前史
- 1873年（明治6年）8月 - 「松ヶ崎小学校」開校。
- 1874年（明治7年）
  - 3月 - 寺山鉄造氏により、「柏小学校」開校。
  - 4月 - 「篠籠田小学校」開校。
- 1882年（明治15年）9月 - 松ヶ崎小学校・篠籠田小学校が合併し、「文明小学校」とする。柏小学校は「文明小学校分校」と改める。
- 1889年（明治22年）8月 - 町村制施行による千代田村の誕生により、文明小学校が「千代田尋常小学校」、文明小学校分校が「千代田尋常小学校柏分校」と改める。
- 1892年（明治25年）9月 - 千代田尋常小学校は「北山尋常小学校」、柏分校は「柏尋常小学校」と改める。

### 千代田尋常小学校から東葛市立柏第一小学校まで
- 1908年（明治41年）8月 - 北山尋常小学校・柏尋常小学校が合併し、現在地に「千代田尋常小学校」開校。現在地は、学区の東端である戸張、西端である高田の中央である。初代校長は白井格蔵。北山尋常小学校は「千代田尋常小学校分教場」となり、高田・松ヶ崎地区の4年生以下が通っていた。1932年（昭和7年）まで存続。
- 1913年（大正2年）3月 - 高等科を併設し、「千代田尋常高等小学校」と改める。
- 1926年（大正15年）10月 - 前月に柏町が誕生したことをうけ、「柏尋常高等小学校」と改める。
- 1937年（昭和12年）2月 - 旧第一校舎落成。1969年まで使用される。
- 1941年（昭和16年）4月1日 - 国民学校令施行により、「柏国民学校」と改める。
- 1947年（昭和22年）
  - 4月 - 教育基本法施行により、「柏町立柏第一小学校」と改める。PTAの前身である父母と教師の会誕生。
  - 5月 - 校内に間借りする形で柏町立柏中学校開校。
- 1948年（昭和23年）5月 - 当校から分離する形で柏町立柏第三小学校開校。
- 1953年（昭和28年）9月 - 校歌決定。
- 1954年（昭和29年）9月 - 柏町が周辺町村と合併し東葛市となったことを受け、「東葛市立柏第一小学校」に改める。

### 柏第一小学校として
- 1954年（昭和29年）11月 - 東葛市が柏市と改称したことを受け、現在の名称である「柏市立柏第一小学校」に改める。
- 1956年（昭和31年）
  - 4月 - 柏市立柏第五小学校を分離。
  - 9月 - 柏市立柏第四小学校を分離。
- 1958年（昭和33年）4月 - 父母と教師の会が柏一小PTAとなる。
- 1963年（昭和38年）8月 - 「すべり山」完成。
- 1964年（昭和39年）
  - 4月 - 給食開始。
  - 5月 - 現在の第二校舎落成。
- 1968年（昭和43年）7月 - 現在の第一校舎改築竣工。
- 1970年（昭和45年）3月 - 柏市立柏第七小学校を分離。
- 1973年（昭和48年）4月 - 柏市立旭小学校を分離。
- 1978年（昭和53年）
  - 11月 - 70周年記念式典、約1,300人分の作文を入れたタイムカプセル埋蔵[4]。同日、鉄筋の第三校舎落成式。最後の木造校舎であった第三校舎が建て替えられ、現在の柏第一小学校の校舎がすべて完成する。
- 1988年（昭和63年）10月 - 80周年記念式典。
- 1998年（平成10年）
  - 10月 - 学童保育施設「柏一小こどもルーム」設置。90周年記念式典。
  - 11月 - コンピュータールーム設置。
- 2002年（平成14年）前年まで35年間実施した臨海学校に代えて、林間学校開始。柏市内では最後まで残った臨海学校であった。同年より、完全週五日制導入。
- 2008年（平成20年）
  - 11月1日 - 100周年まつりに約4,000人が集まる。上述のタイムカプセルを開封し、新たに20年後の開封を期してタイムカプセル埋蔵[4]。
  - 11月8日 - 創立百周年記念式典を柏市民文化会館で開催。

## 著名な出身者
- パッパラー河合 - ミュージシャン（爆風スランプ）
- 三遊亭とん楽 - 落語家
- 早川義孝 - 画伯
- JHETT a.k.a.YAKKO for AQUARIUS - ミュージシャン

## 年間行事
| 月/ジャンル | 式典など      | 児童会行事       | その他            |
| ----------- | ------------- | ---------------- | ----------------- |
| 4月         | 始業式 入学式 | 一年生を迎える会 | 春休み            |
| 5月         | 全校朝礼      | 運動会           | 修学旅行          |
| 6月         | 全校朝礼      | 音楽集会         | 林間学校          |
| 7月         | 終業式        |                  | 夏休み            |
| 9月         | 始業式        |                  | 避難訓練          |
| 10月        | 全校朝礼      |                  | 校外学習          |
| 11月        | 全校朝礼      |                  | 校外学習          |
| 12月        | 終業式        |                  | 持久走大会 冬休み |
| 1月         | 始業式        |                  | 冬休み 校内席書会 |
| 2月         | 全校朝礼      | 意見発表会       | 巣立ちの会        |
| 3月         | 卒業式 修了式 | 6年生を送る会    | 春休み            |

### 一小まつり
一小まつりは、かつてあった柏第一小学校の文化祭。毎年11月頃に行われた。午前中は在校生がひろの（総合学習の柏第一小学校での呼称）の学習発表を、午後はPTAのバザー、模擬店、レクを行ったりした。毎年保護者や地域の人がたくさん集まる、一小の大きなイベントとなっていた。ただし、2008年は創立百周年記念式典があったため行われなかった。

## 部活動
部活動（特設クラブ）には4年生から入部可能。タグラグビー部が2007年（平成19年）に有志で創部。直後に千葉県大会で優勝、サントリーカップ北関東大会準優勝。陸上部は柏市陸上大会でトップレベルの成績。ミニバスケットボール部も柏市ミニバス教室で男女ともに優勝、歌唱部は1999年以降NHKコンクールで10年連続出場。吹奏楽部は県内トップレベルの成績で、2008年（平成20年）度に千葉県吹奏楽コンクールで金賞、県代表となり、東関東吹奏楽コンクールで金賞、日本管楽合奏コンテスト全国大会で最優秀賞を受賞した。
- 運動部
  - 陸上部
  - ミニバスケットボール部
  - タグラグビー部
  - 駅伝部
- 吹奏楽部
- 歌唱部

## 交通
JR常磐線・東武野田線柏駅西口より徒歩5分

## 周辺の施設
- 柏駅
- 柏市立あけぼの保育園
- 柏市民ギャラリー
- 柏市立柏中学校
- 千葉県立東葛飾高等学校
- 柏市役所
- アミュゼ柏
- 中央公民館
- 教育福祉会館
- 柏市立砂川美術工芸館
- 柏市市民文化会館

## その他
- ボランティア清掃を毎月行っている。
- 東武バスの西柏01番に「第一小学校前」というバス停がある。この名称は柏第一小学校に由来する。ただしバス停は国道6号上にあり、当小学校からは離れている。
- 通学路でもある国道6号の地下道の壁に、当校小学生が描いた絵が展示されている。柏駅周辺イメージアップ推進協議会が企画した[6]。